# Lisa Ramuschkat
Lisa Ramuschkat (* 13. Juni 1991 in Hamburg) ist eine deutsche Moderatorin, die seit 2013 Shows im Web und TV sowie Events moderiert. Ihr Schwerpunkt liegt in der Sportmoderation.

## Leben und Karriere
Ramuschkat wurde 1991 in Hamburg geboren. Sie absolvierte einen Bachelor of Arts in Kommunikationswissenschaften/Psychologie an der Ludwig-Maximilians-Universität München und einen Master of Arts in Sports Business Communication an der Munich Business School. Bis ins Alter von 24 Jahren war Ramuschkat als Feldhockeyspielerin in der Bundesliga beim Uhlenhorster HC und Münchner SC aktiv.
Ihre Moderationskarriere begann Ramuschkat 2015 beim Sender Sport1, zunächst im Social-Media-Bereich, wo sie bereits als Web-Moderatorin tätig war, und anschließend als Host des Live-Interview-Formats „SPLIT IT!“, der VIP Loge und dem Fan-Talk im TV. Es folgten Tätigkeiten als Internationale Reporterin bei der DFL Deutsche Fußball Liga, Host und Content Creator bei FC Bayern München (Basketball) und der Basketball EuroLeague. Seit April 2023 ist sie als freiberufliche Moderatorin bei Sky Deutschland tätig und moderiert dort unter anderem Formate wie „Sky Sport News“ und „Guten Morgen Fans“. Bei der Fußball-Weltmeisterschaft 2022 war sie als Reporterin für Magenta Sport im Einsatz.
Neben Tätigkeiten im TV, ist Ramuschkat auch für Events im Einsatz, für Auftraggeber wie Porsche, Laureus Sport for Good, FC Bayern München, und Sportfive. So moderierte sie Events wie die Laureus World Sports Awards 2020 oder das Pallas Gathering 2021.
Seit 2019 betreibt Ramuschkat außerdem ihren eigenen Podcast namens „Team Lisa“. Die Gäste sind professionelle Athletinnen, Frauen aus dem Sportbusiness, Journalistinnen, Moderatorinnen oder Persönlichkeiten des öffentlichen Interesses. Zu Gast waren unter anderem Alexandra Popp, Viktoria Rebensburg, Kristina Vogel.
Weiterhin ist Ramuschkat als Investorin aktiv und stieg im Jahr 2022 unter anderem in das Fußballprojekt des FC Viktoria Berlin ein.

## Moderationen

### TV und Web
- 2022: SportFive Playbook Masterclasses
- ab 2021: Porsche Motorsport Virtual Experience
- ab 2021: FC Bayern Watchparty | Fußball YouTube
- ab 2021: 5:55 SportFive – The global sports business talk
- ab 2020: EuroLeague Sideline Reporter
- ab 2020: Host FC Bayern Basketball
- ab 2019: DFL Field Reporter Fußball-Bundesliga
- 2018–2019: „Split It – Sport1“ Live Interviews
- 2018–2019: „Transfermarktshow – Sport1“
- 2017: „Fantalk – Sport1“
- 2017: „Audi Cup“ | Facebook Livestream
- 2017: „VIP Loge – Sport1“

### Events
- 2022: Porsche Retail Network 22 Convention
- 2021: S20 Gipfel
- 2021: Pallas Gathering
- ab 2020: FCBB Impuls Business Talk
- 2020: Laureus Sports Awards 2020 | Winners Press Conference
- 2020: SPOBIS 2020
- ab 2019: Hyrox Fitness Competition
- 2018–2019: Spielmacher Konferenz